# Albert Power
Albert Power – żołnierz amerykański, weteran wojny secesyjnej.
Podczas bitwy pod Pea Ridge 7 marca 1862 roku, gdzie walczył w kawalerii w randze szeregowego, pod ciężkim ostrzałem i ryzykując własne życie, ruszył na pomoc rannemu towarzyszowi, otoczonemu przez wroga. Zabrał go na swojego konia i ewakuował w bezpieczne miejsce. Za ten akt męstwa został uhonorowany Medalem Honoru, najwyższym odznaczeniem wojskowym w Stanach Zjednoczonych.